# Джамболонья
Джамболонья, Джова́нні да Боло́нья (Giovanni Da Bologna, справжнє прізвище Жан де Булонь, Jean Boulogne; 1529, Дуе, нині Франція — 13 серпня1608, Флоренція) — італійський скульптор, представник стилю маньєризм.

## Біографія
Народився у Фландрії, що в той час належала іспанським Габсбургам. Місто Дуе нині на території Франції. Навчання отримав у місті Антверпен у скульптора Дюбрьока. Портовий Антверпен мав тісні зв'язки з купцями Італії, тому тут добре знали витвори мистецтва італійських майстрів. Молодий митець у 1550 році перебрався в Італію, де продовжив навчання в Римі.
Першим великим завданням для скульптора була велетенська фігура Нептуна на замовлення папи римського Павла IV для міста Болонья.
Пізніше перебрався у Флоренцію, де створив головні свої твори як скульптор для родини Медичі. Мав майстерню у Флоренції, де робив моделі скульптур з воску та глини. Його помічники переводили моделі в бронзу чи мармур. Збережені моделі скульптора придбали для музею Вікторії і Альберта в Лондоні.
Скульптор помер у Флоренції, де і похований в каплиці церкви Сантіссіма Аннунціата, котру вибудували за проектом митця.

## Учні та помічники Джамболоньї
- П'єтро Франкавілла (1548—1615)
- Франческо делла Белла, батько художника і гравера Стефано делла Белла.

## Перелік головних творів скульптора
- «Алегорія Архітектури»
- «Самсон вбиває філістимлянина»
- «Викрадення сабінянок»
- «Летючий Меркурій» (Флоренція),
- «Венера»
- «Фонтан Нептуна» (Болонья) та ін.

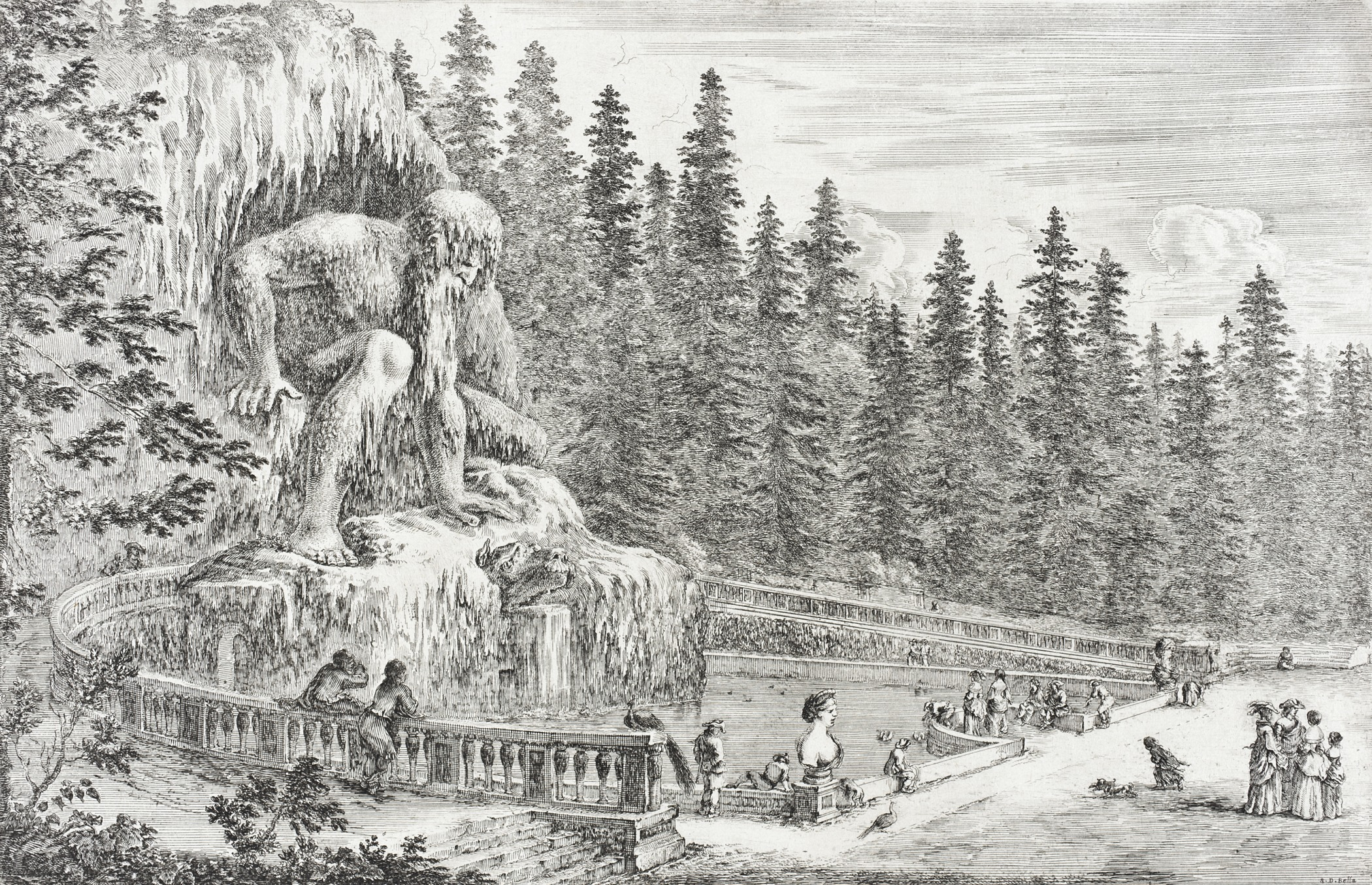
Джованні да Болонья. Фонтан «Алегорія Апеннін». Гравер Стефано делла Белла. Гравюра з серії «Краєвиди вілли Пратоліно», 1653 р. Музей мистецтв округу Лос-Анжелес

- Кінний монумент герцогу Козімо І Медичі,
- Алегорія Апеннін, Вілла Медичі в Пратоліно (Флоренція).

## Собор у місті Піза, бронзові двері головного порталу

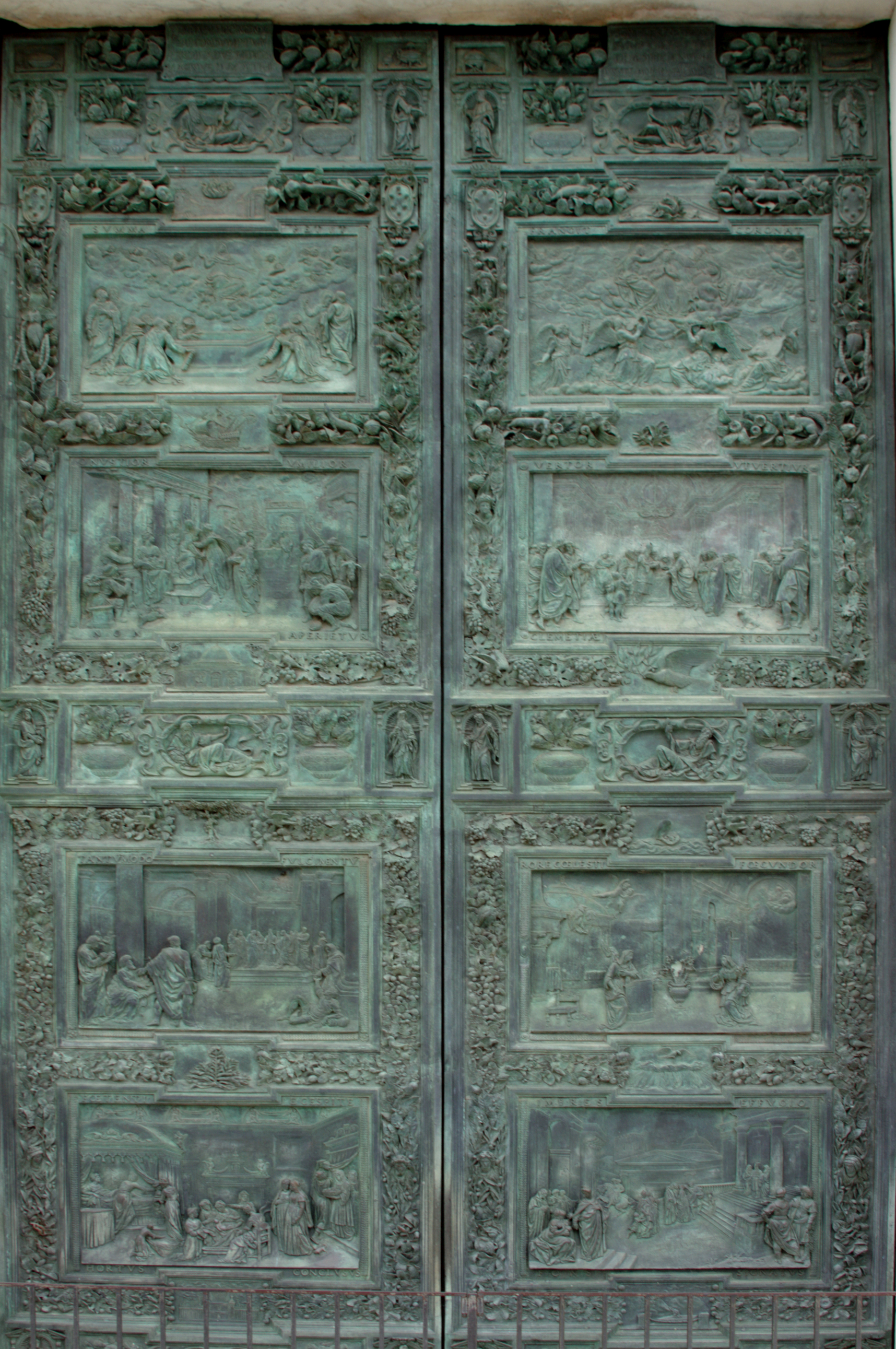
Бронзові двері, загальний вигляд

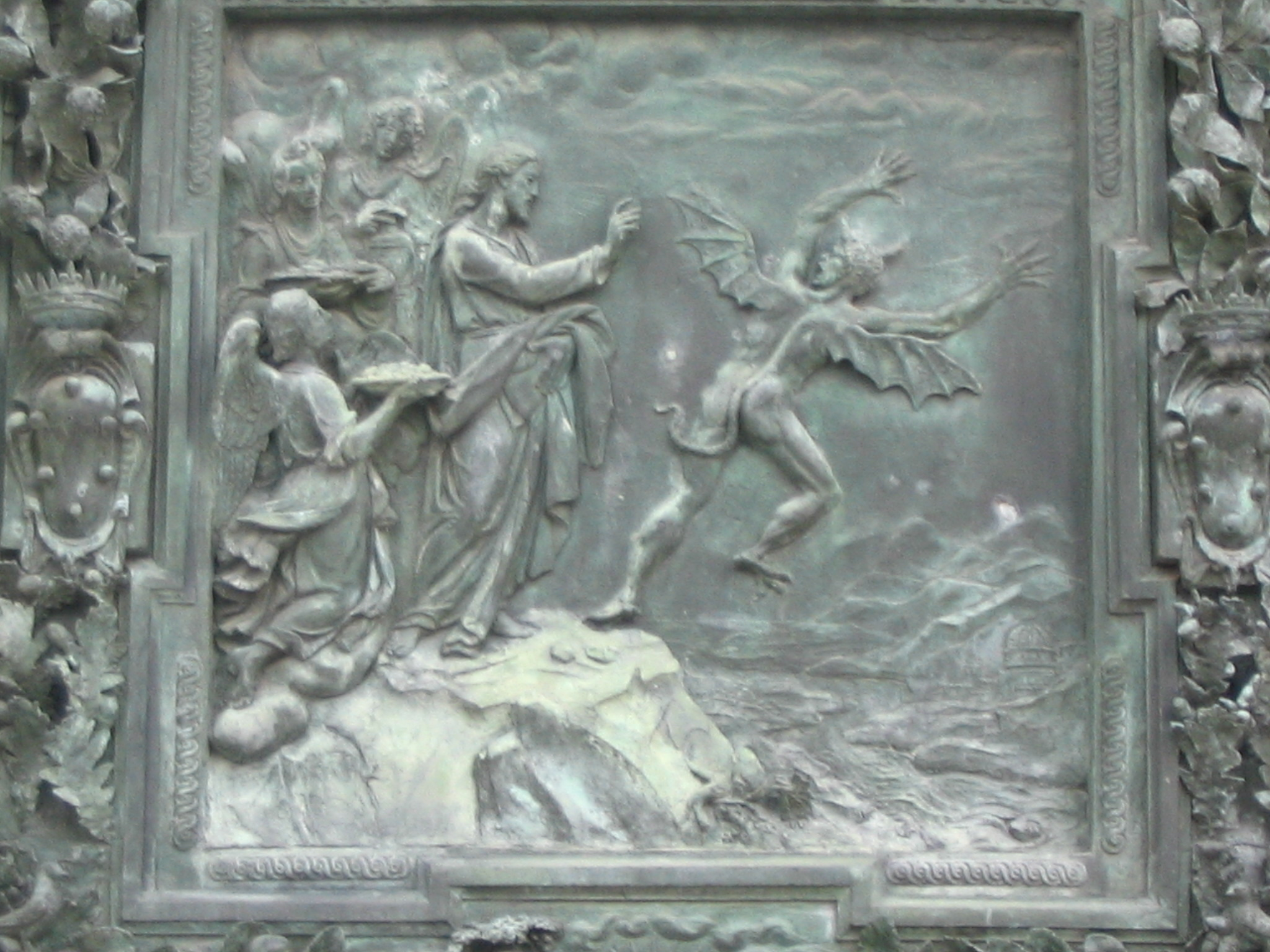
«Над світом»
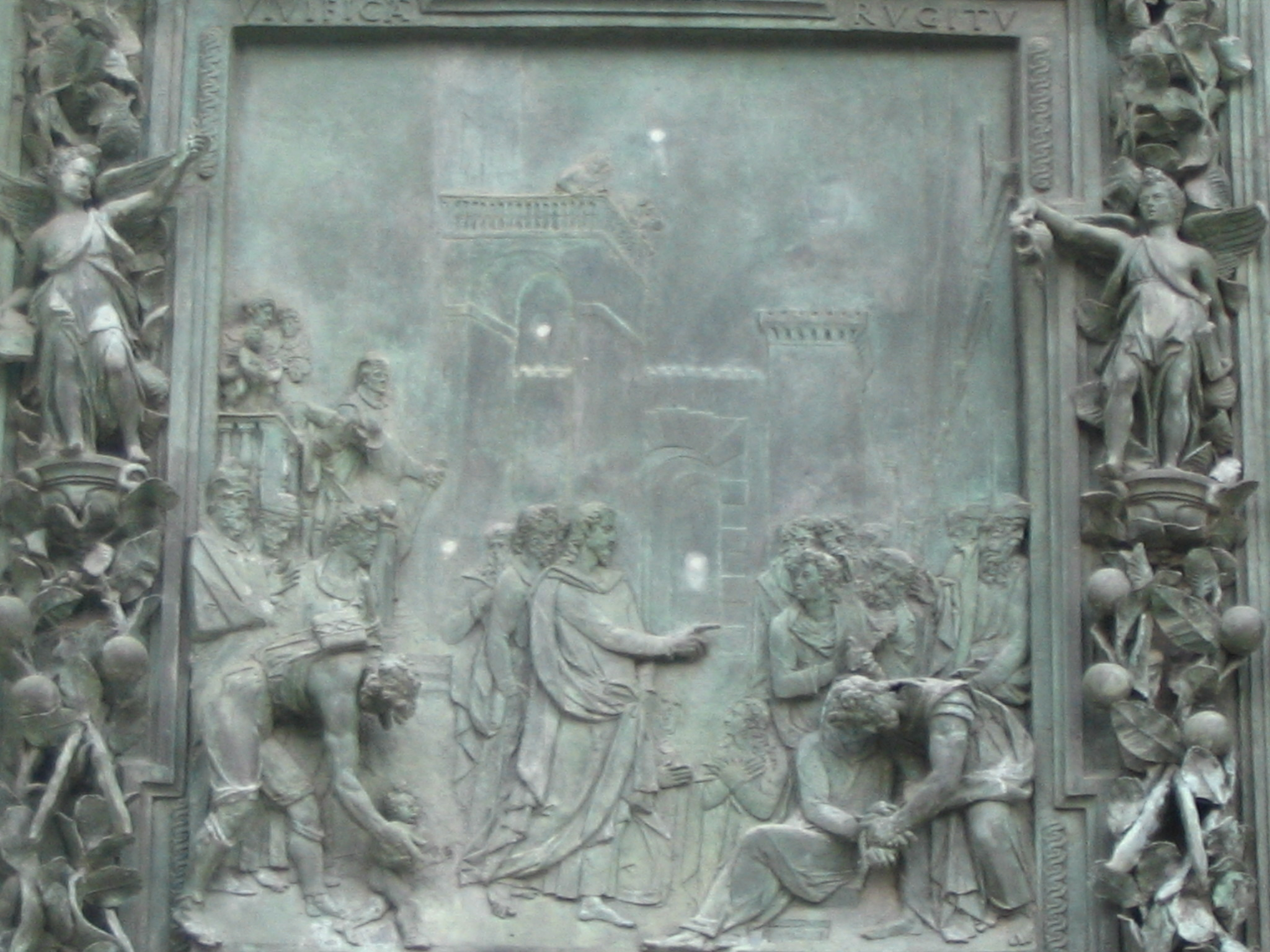
«Христос обирає апостола»
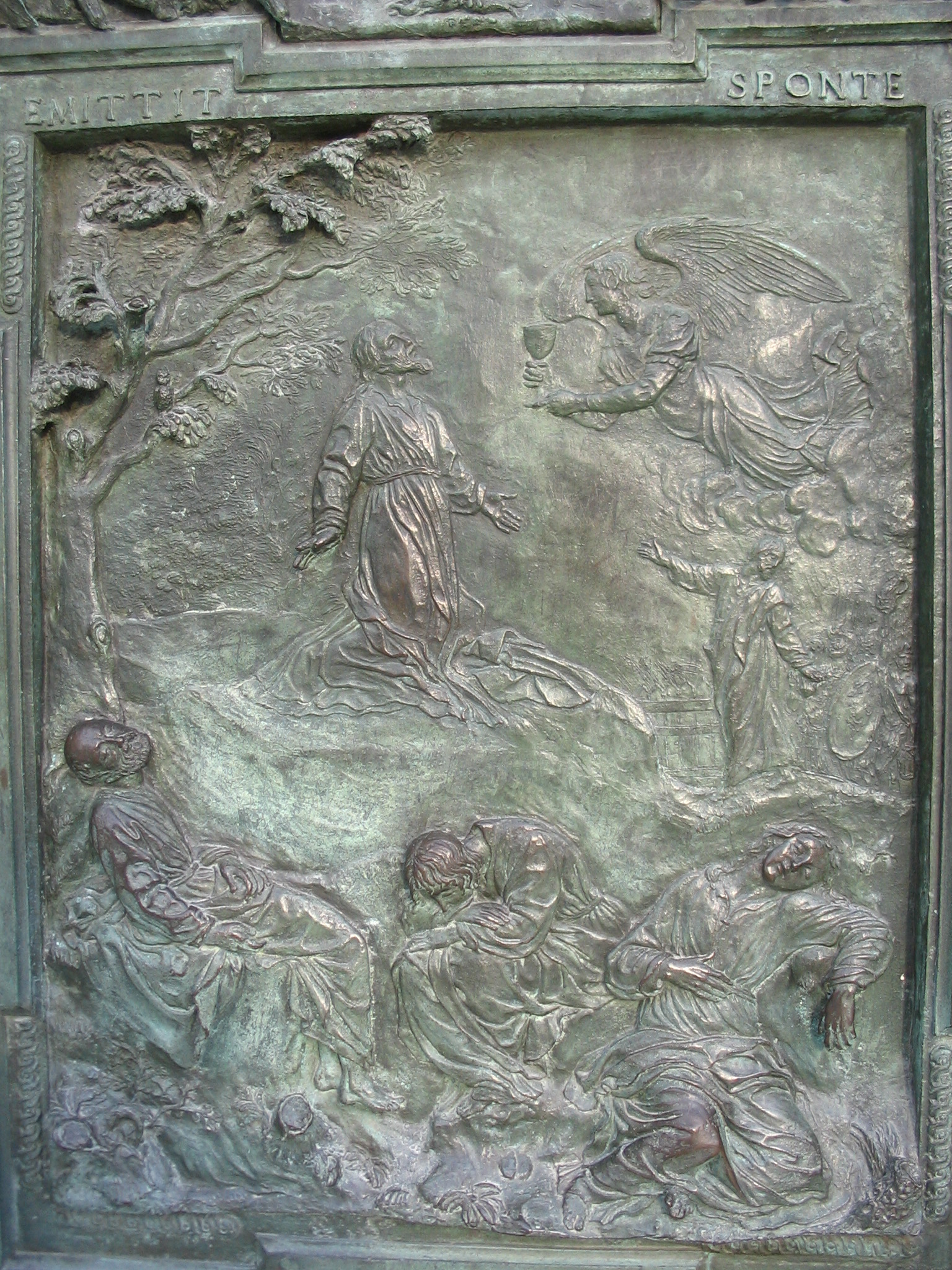
«Моління про чашу»
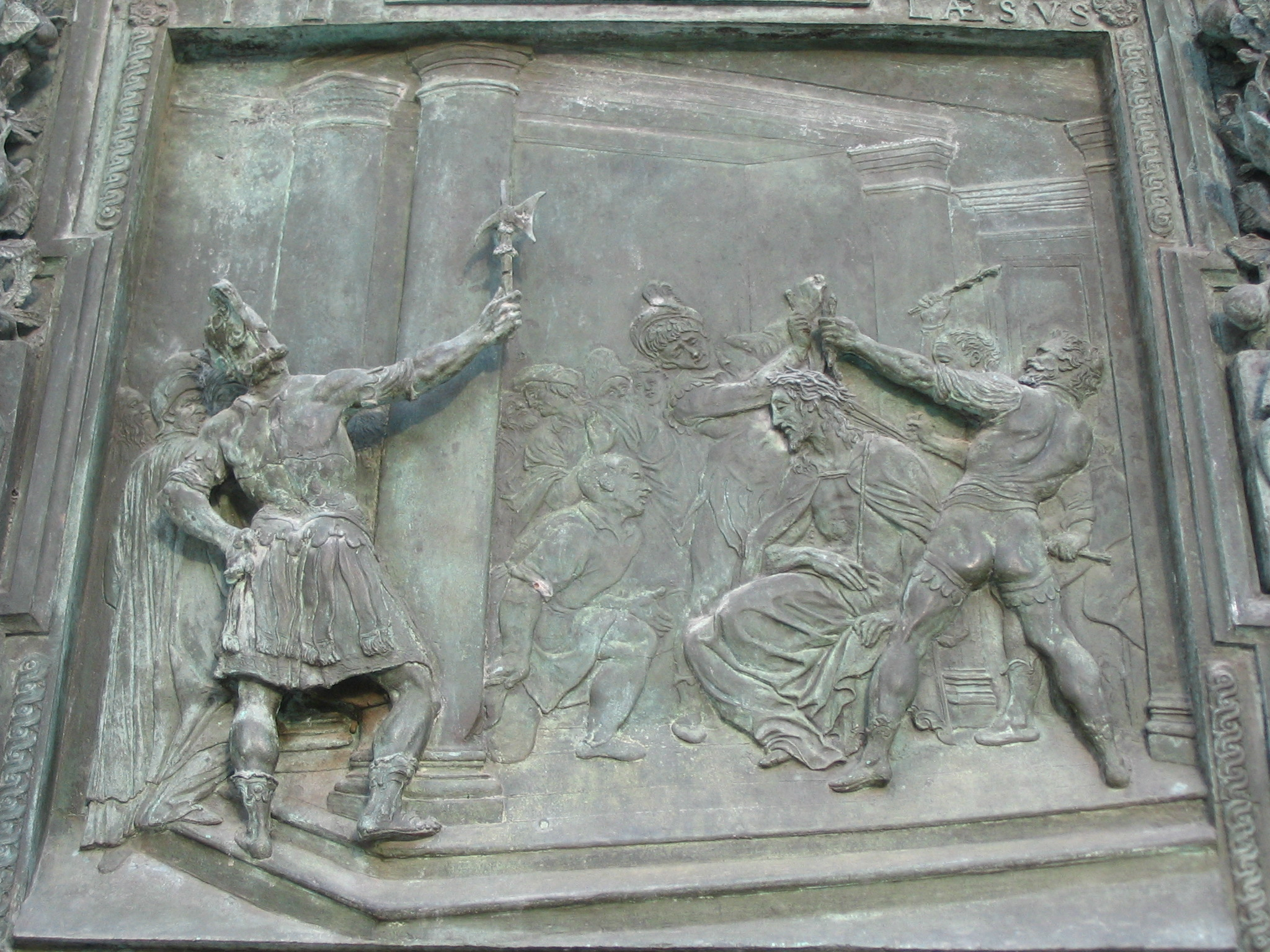
«Коронування терновим вінцем»

## Вибрані твори та ескізи

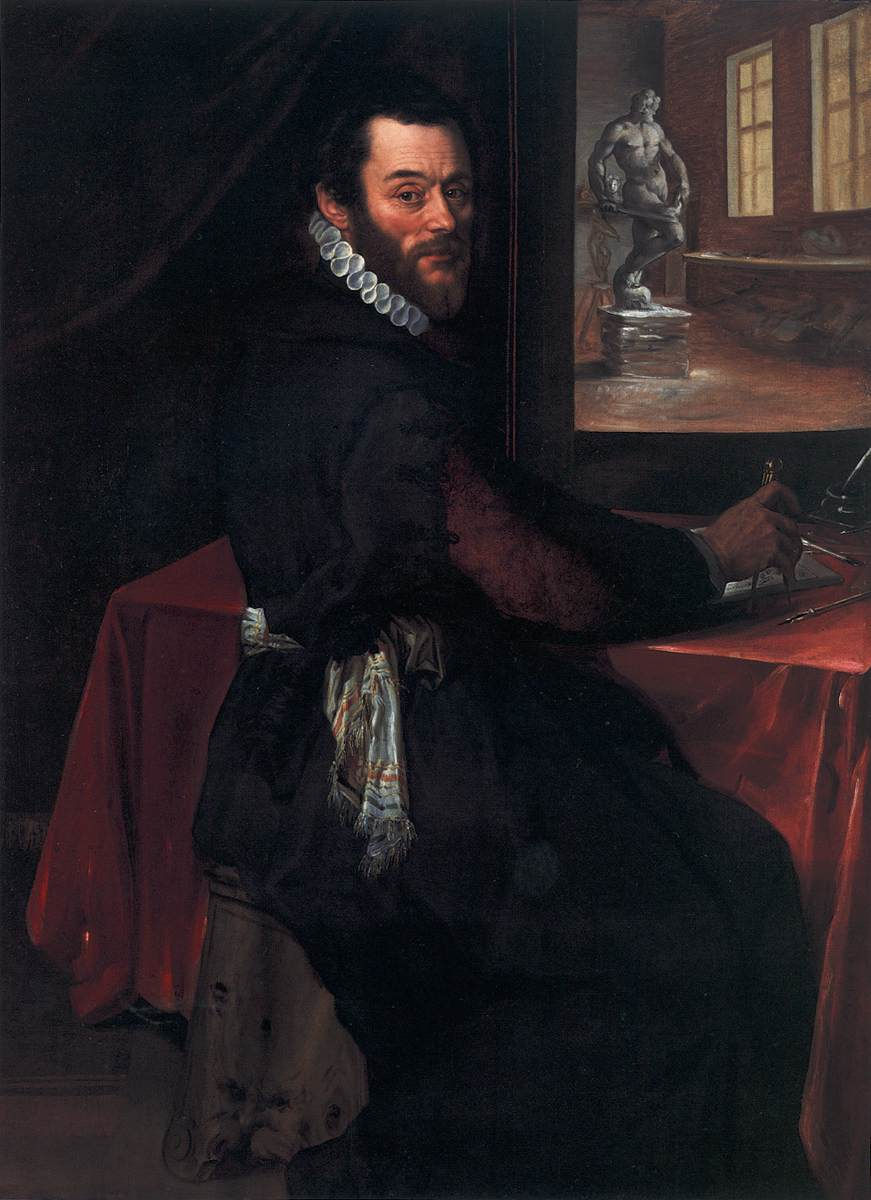
Анонім 16 ст. «Джованні да Болонья у власній майстерні». 1570-і рр., Національна галерея Шотландії

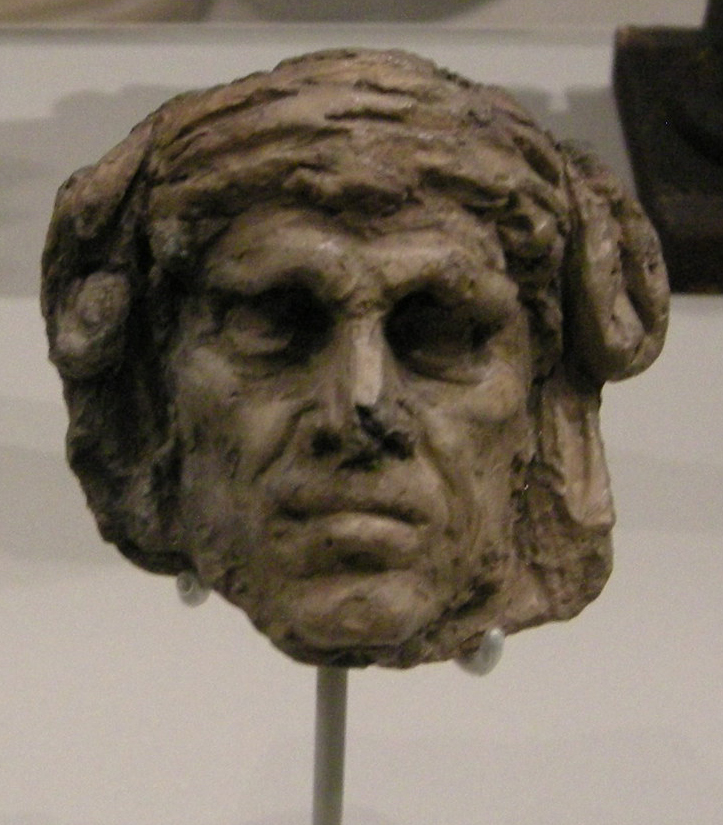
Штудія до маскарону, 1578 р.
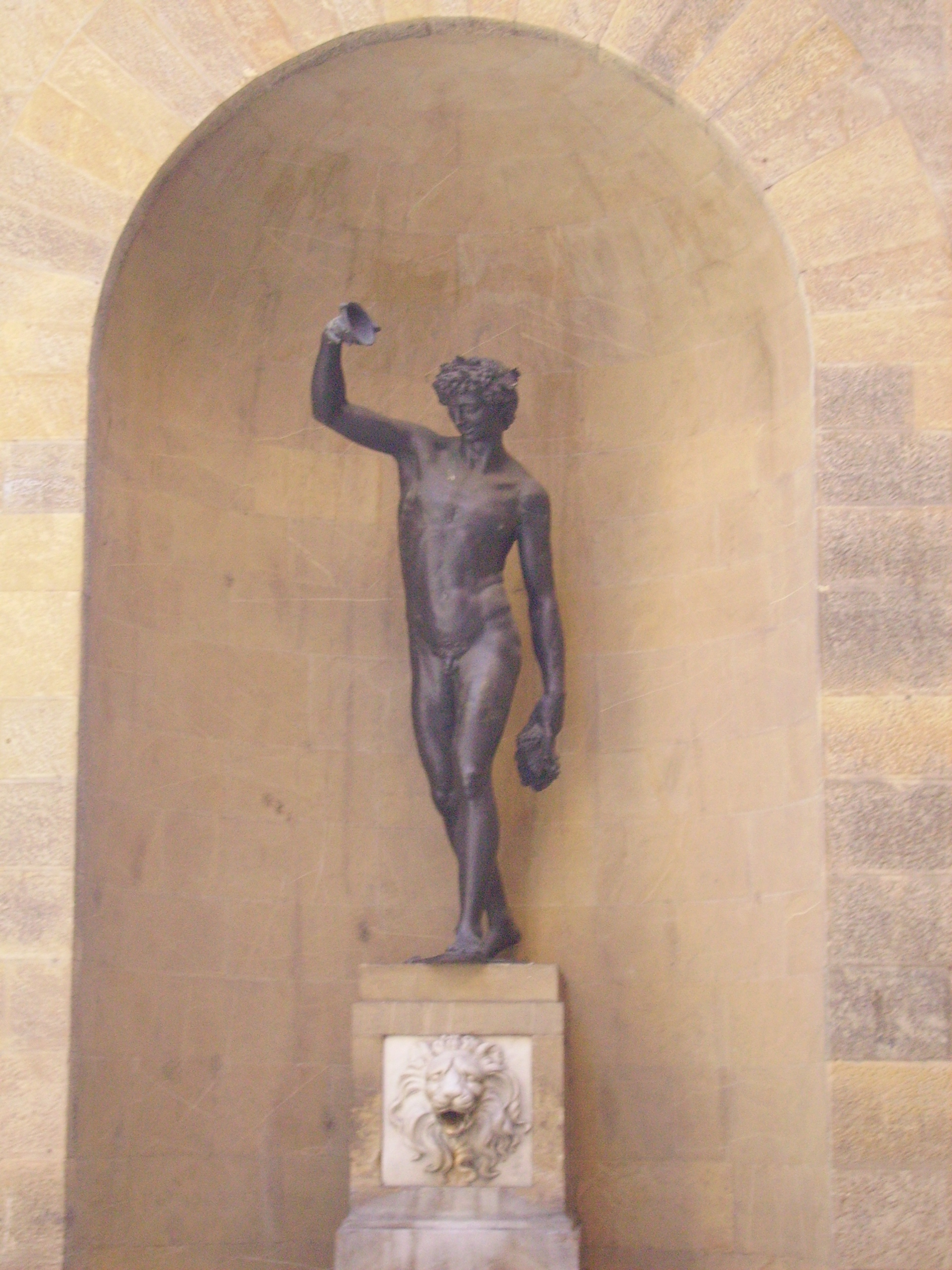
«Бог виноградарства Вакх»
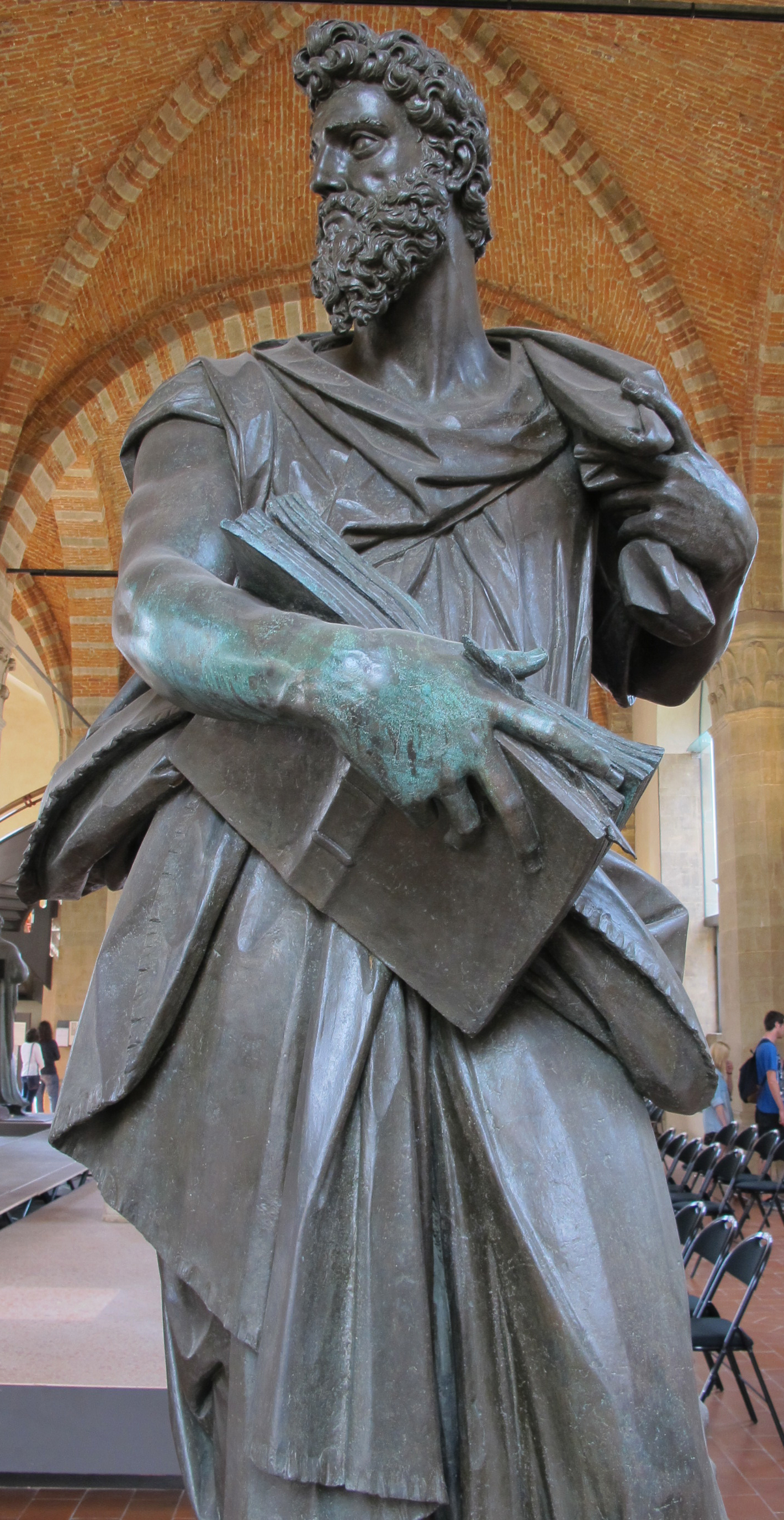
«Євангеліст Лука»
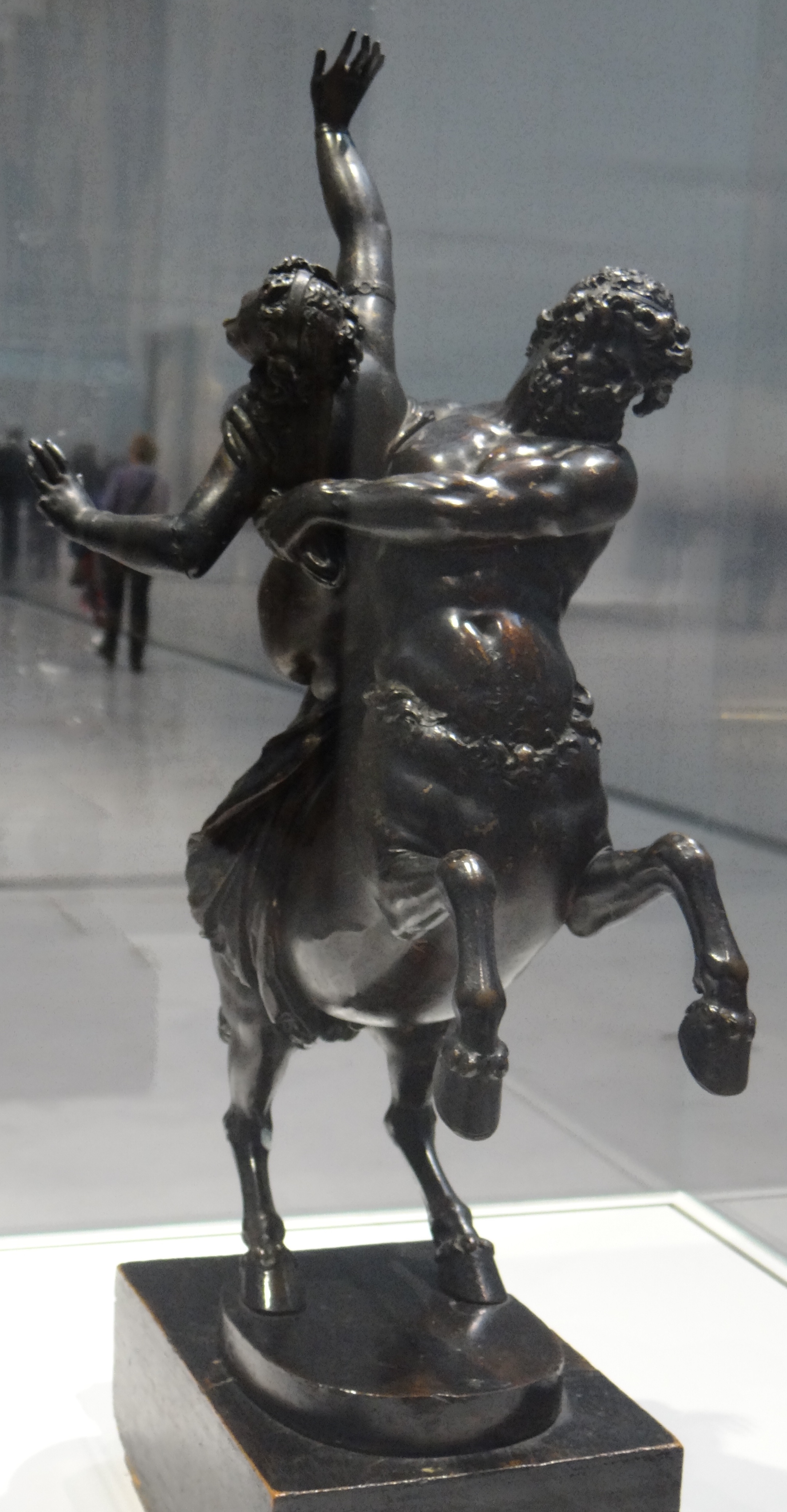
«Кентавр Нес викрав Деяніру»
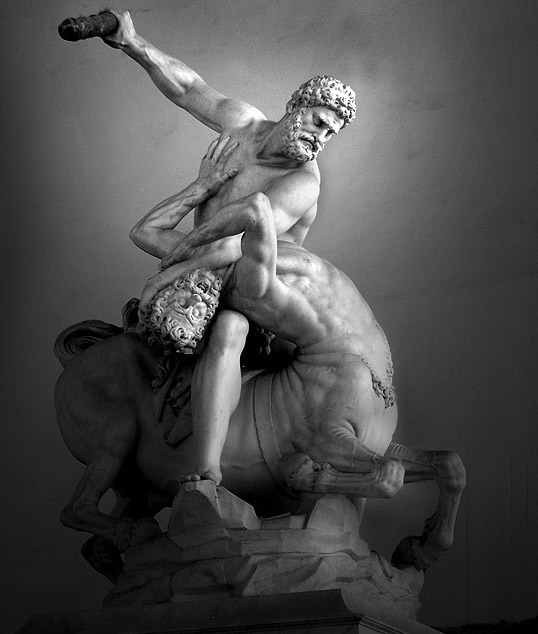
«Геркулес вбиває кентавра», Флоренція.
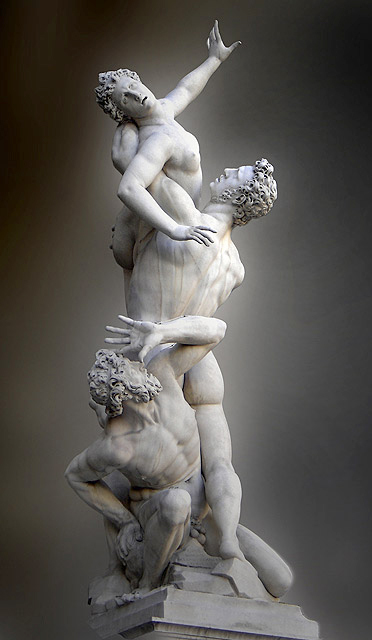
«Викрадення сабінянок»
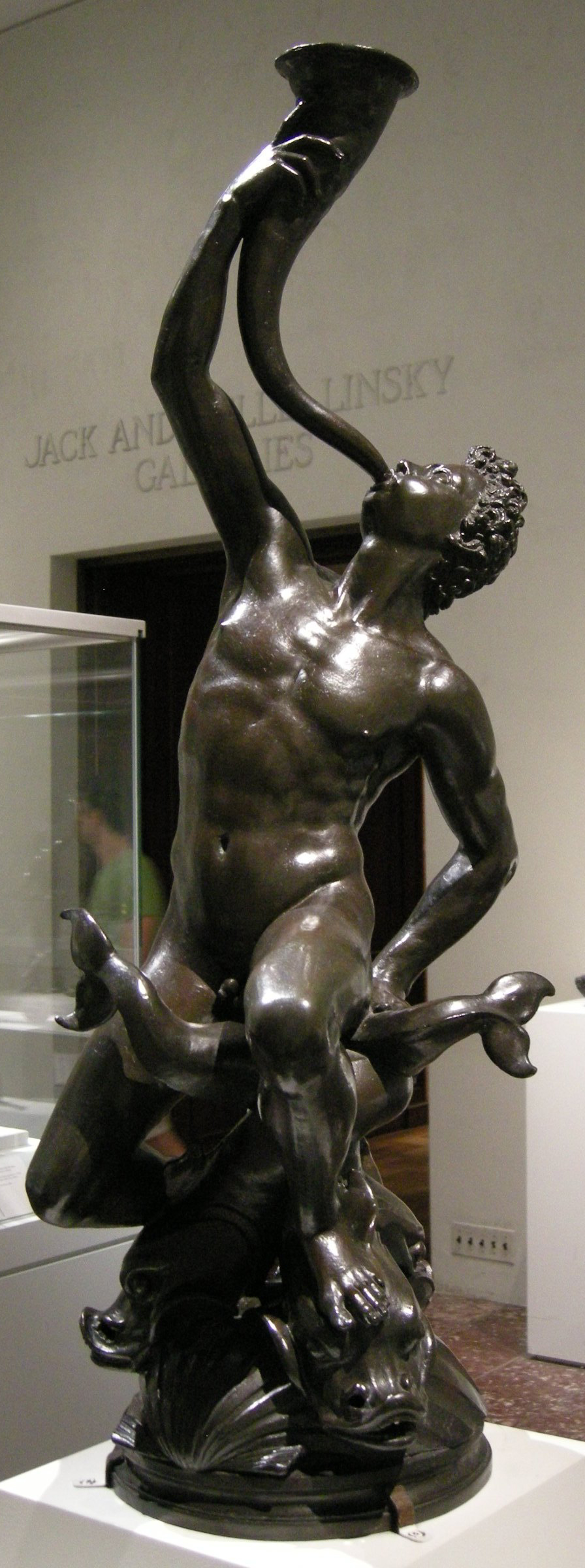
Фонтанна скульптура «Тритон»
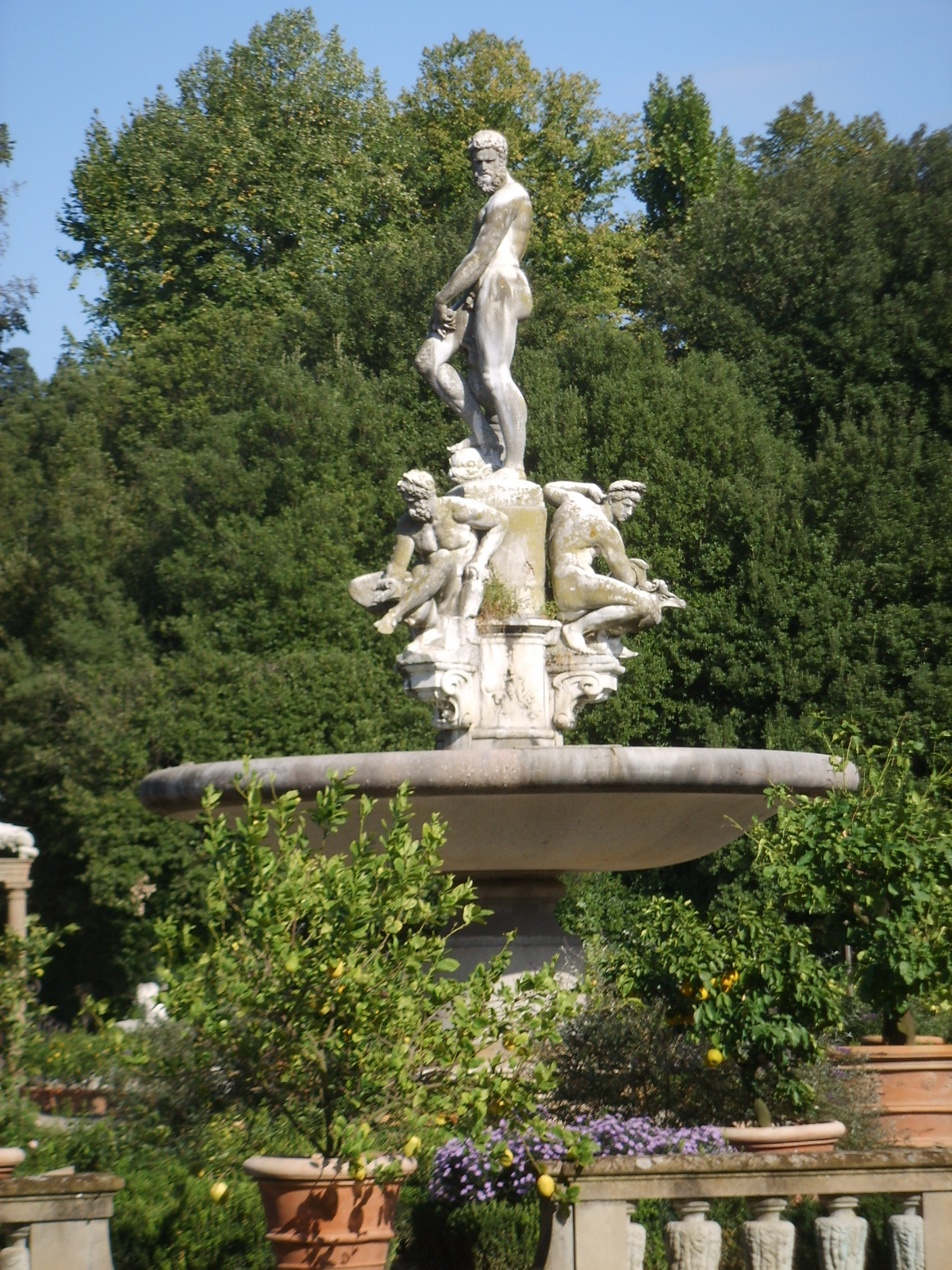
Фонтан «Океан»
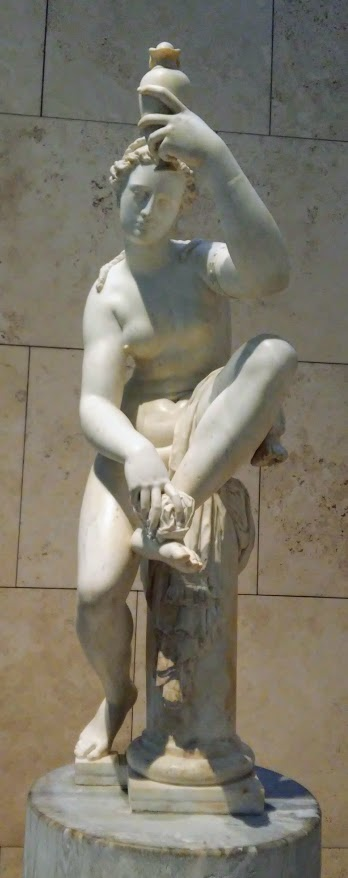
Венера у музеї Гетті (Лос-Анджелес; 1571-1573 роки)
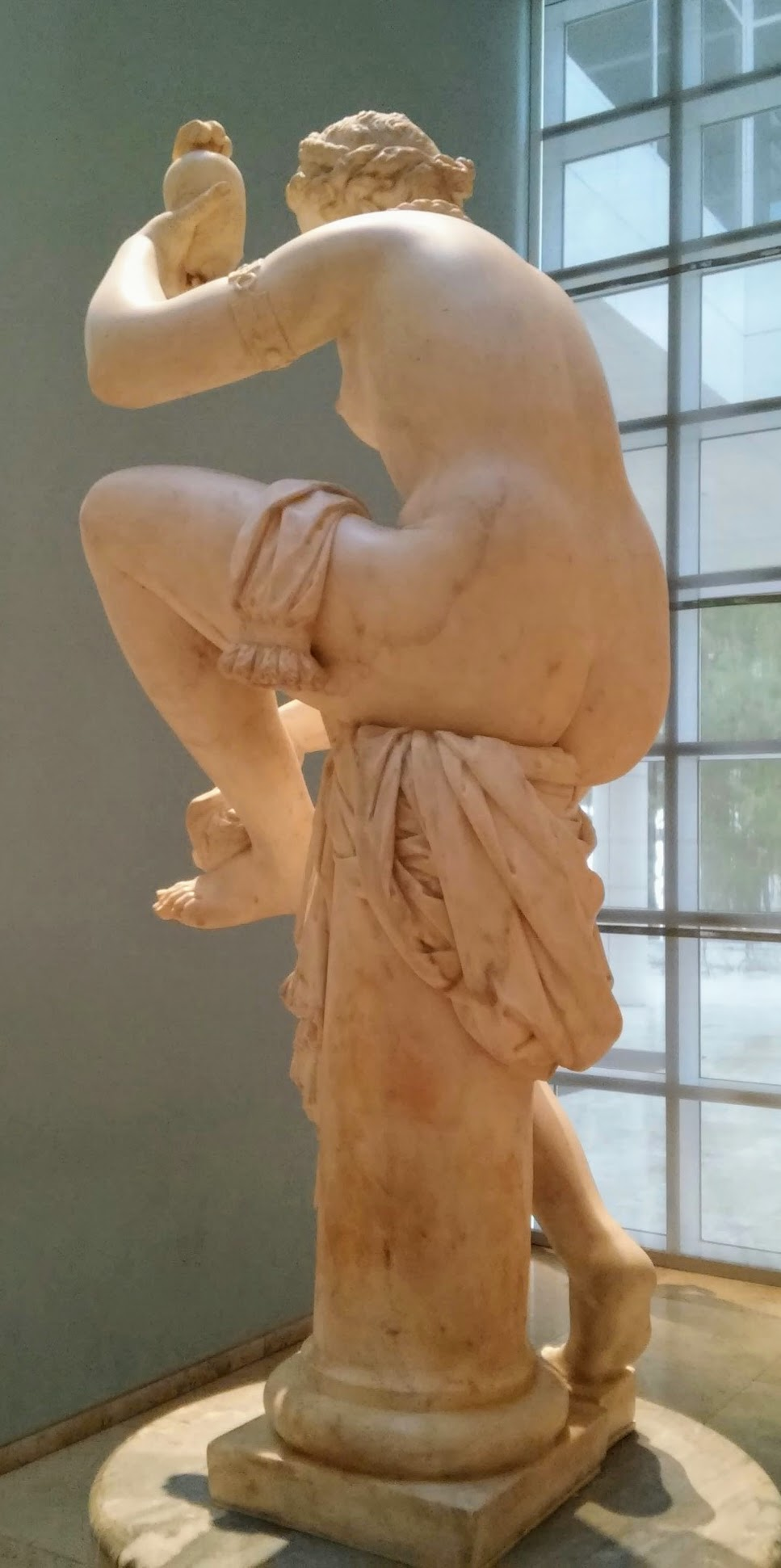
Венера у музеї Гетті (Лос-Анджелес; 1571-1573 роки)